# Cung xỉ lưỡi liềm
Cyrtomium falcatum là một loài thực vật có mạch trong họ Dryopteridaceae. Loài này được (L. f.) C. Presl miêu tả khoa học đầu tiên năm 1836.

## Hình ảnh

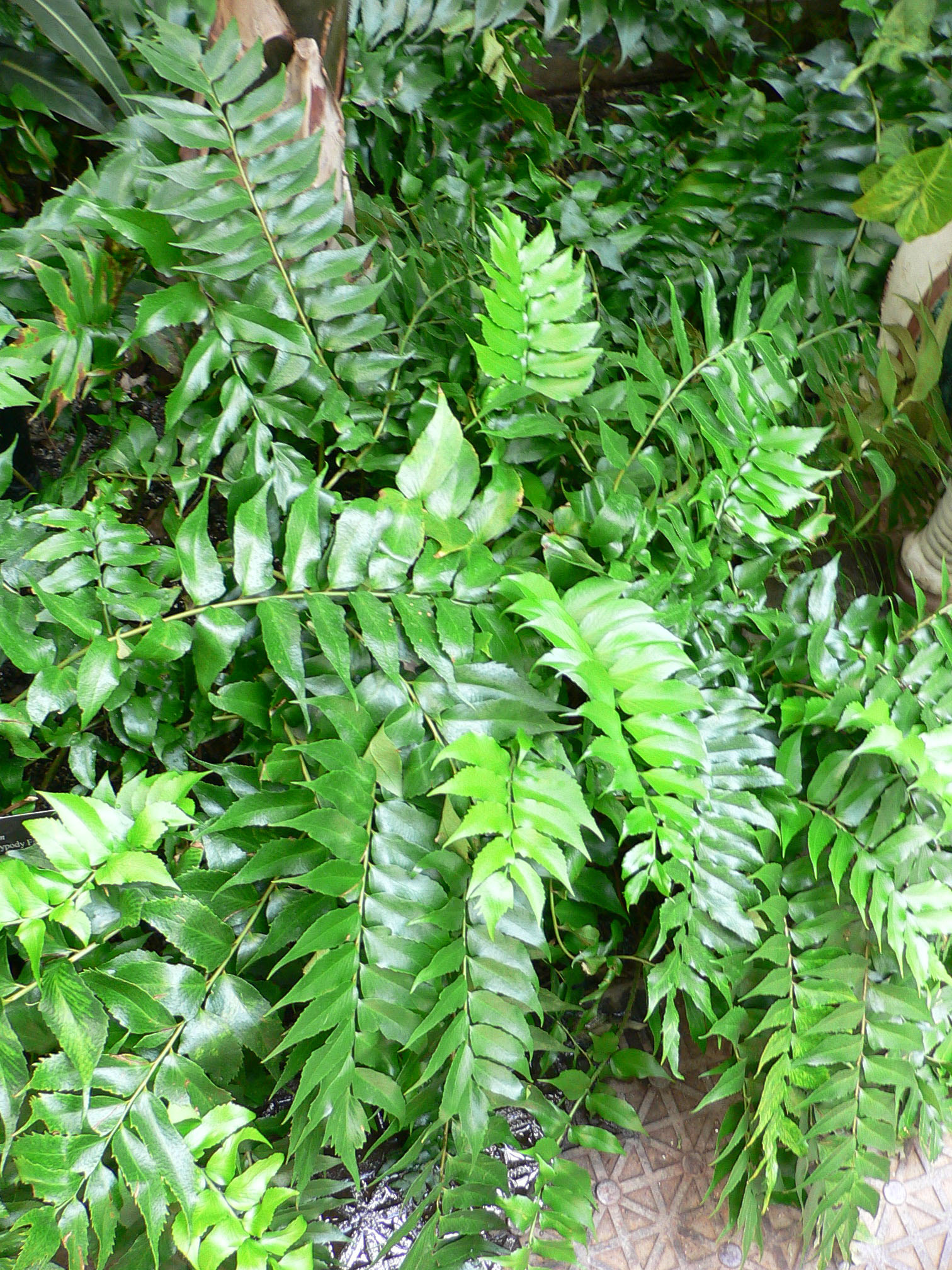
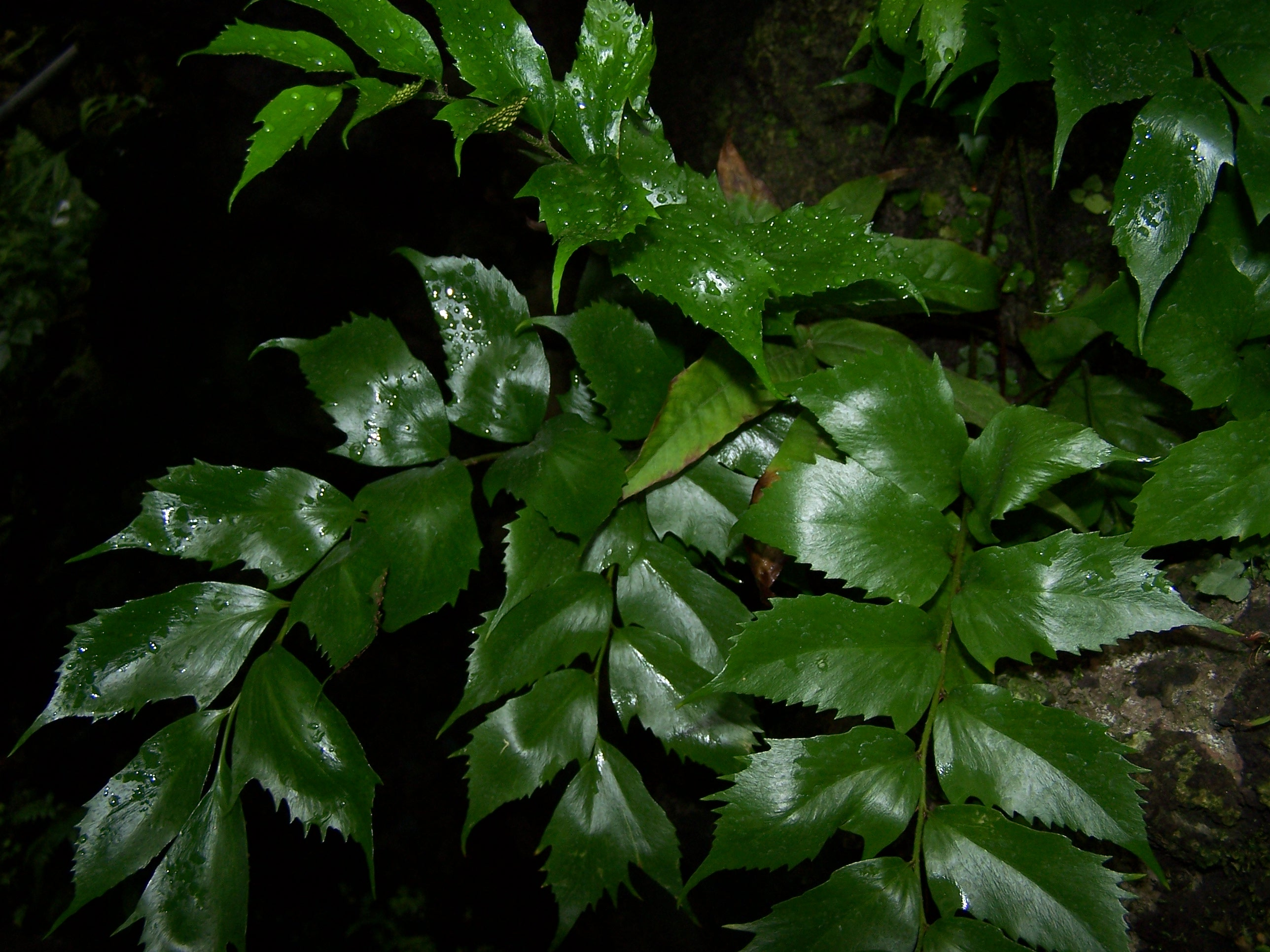
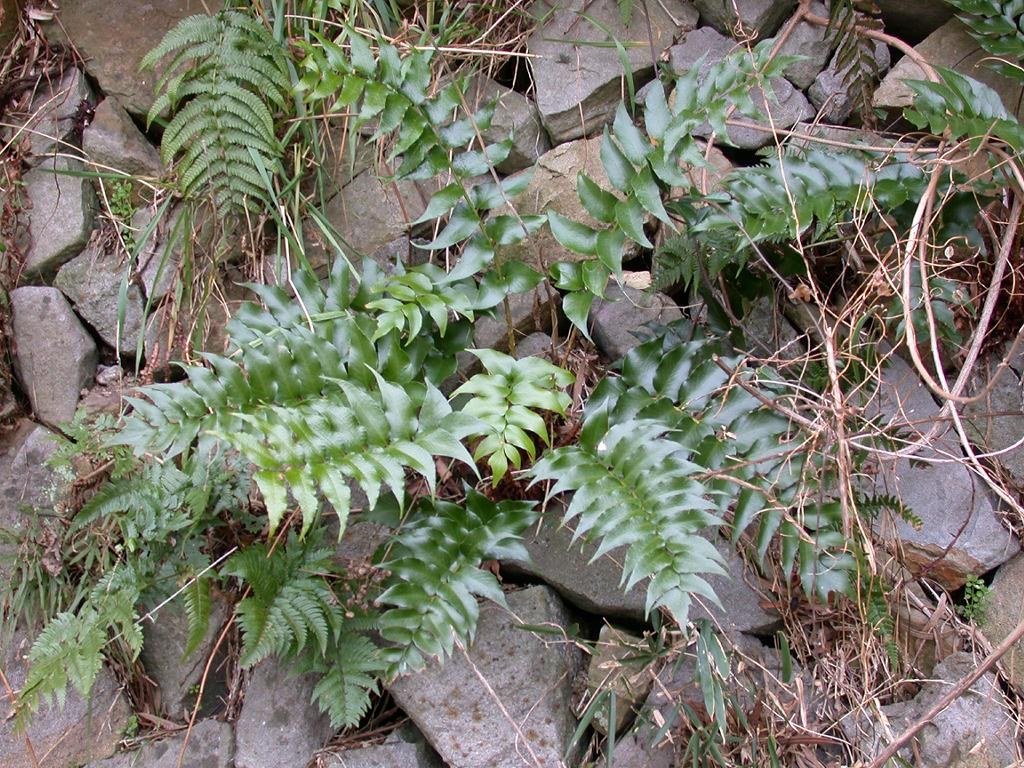
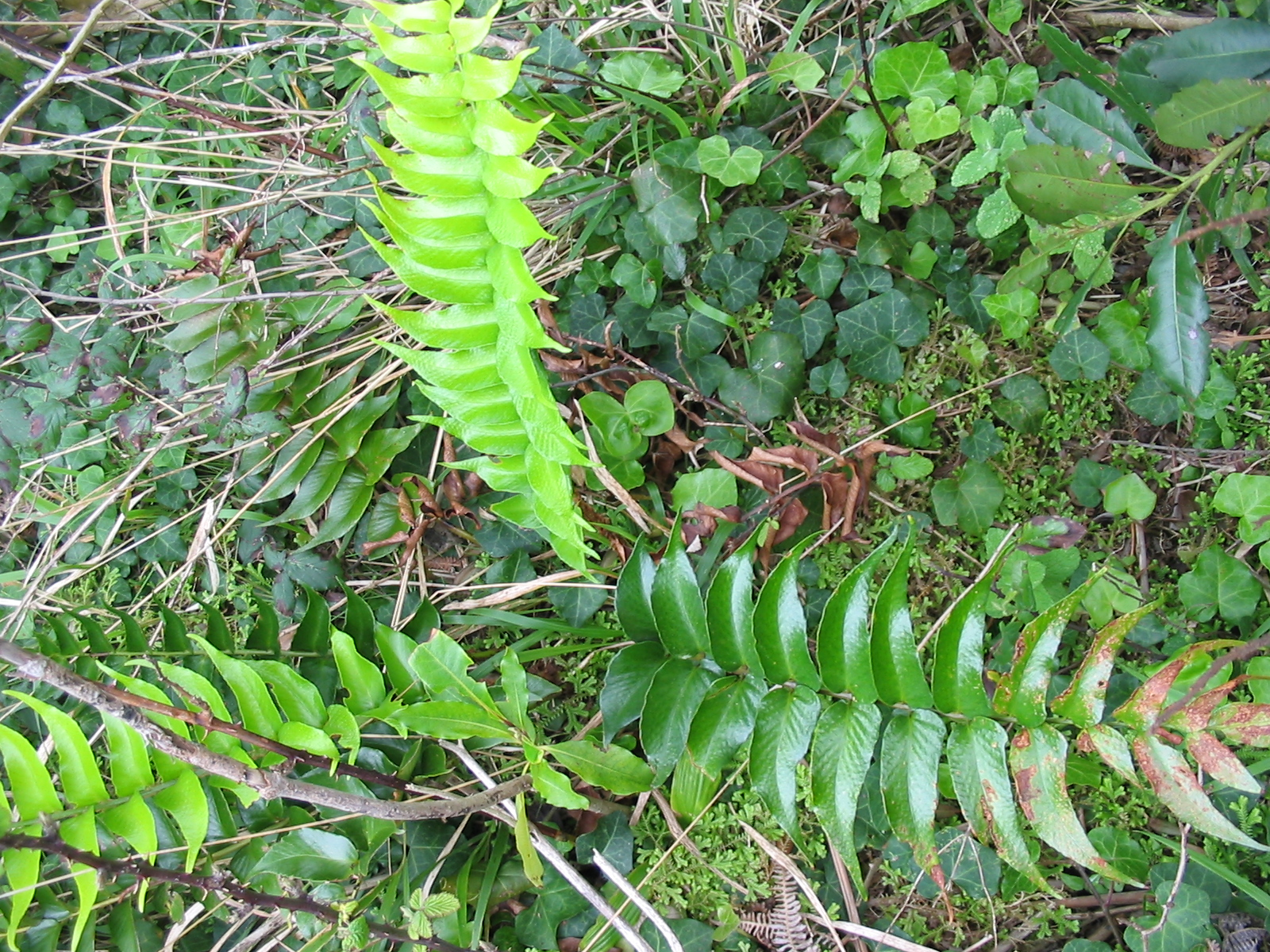